# Анасонлийка
 Тази статия е за ракията.  За гъбата вижте Ливадна печурка.  
Анасонлийка е ракия двоен препек, която е ароматизирана с анасон. Анасонлийката по принцип е доста силна – над 50°. Класическият начин на приготвяне е при преваряването в ракията да се сложи анасоново семе. То отделя етерично масло, което се изпарява заедно с ракията и след охлаждане се получава анасонлийка. Анасонлийка може да се получи и ако към силна ракия се прибави спиртен разтвор на анасоново масло. Много известна в България (и не само там) е анасонлийката от региона на Розовата Долина – Сопот, Карлово и региона. Има аромат на мастика.

## Направа
Производството на ансонлийка изисква няколко стъпки:
Приготвя се от добре узряло грозде /9 – 10 кг. за литър анасонлийка/, което се оставя да ферментира и така се получава суровина /джибри/ готова за по-нататъшния процес.
Следва дестилация. При този процес трябва да се отделят първотока (леките алкохолни фракции, в т.ч. метиловия алкохол) и опашната фракция (пáтоки) от основната фракция – тази която е годна и най-добра за консумация. Полученият дестилат се смесва с анасон /в пропорция 1 кг. анасоново семе към 10 л. или 20 л. ракия, в зависимост от индивидуалните вкусови предпочитания на майстора/ и престоява няколко дена. В оригиналната анасонлийка има само анасон – без анетол. Дестилира се повторно докато дестилатът падне под 65˚. Разтваря се в него малко количество мастикова смола (сакъз). Оставя се дестилата със среден градус над 75 да „отпочине“ известно време, разрежда се с вода до 54˚.

## История
Анасонът е една от най-старите известни на човечеството подправки използвана за кулинарни и медицински цели. Той е познат на фармацевти в Древен Египет преди повече от 1500 г. пр.н.е. и е препоръчван като афродизиак. Като лекарство анасонът се споменава и в съчиненията на някои древногръцки автори. Анасоновата настойка е била сред най-известните лекарства в Древна Елада. Плодовете и етеричното масло на анасона действат върху храносмилателната система, белите дробове и млечните жлези. Имат противомикробно действие. За лечебни цели се използват в сиропите за кашлица, като запарка против колики и газове в стомаха и червата, особено при малки деца, за подпомагане на храносмилането и т.н. Производителите на напитки искали да използват тези негови отпускащи и успокояващи свойства и започнали да го смесват с алкохол.
От 16 век до днес, анасонът се използва при производството на някои руски водки от времето на Петър I, френските напитки пастис, абсент, анисет, гръцките узо, ципуро, испанските ойен (?), анис, италианските анесон и самбука, арабската арак, египетската кибиб, американската herbsaint и много други.

## Анасонови напитки
От производствена гледна точка, анасоновите напитки са два вида. Двойно дестилирани напитки, в които при втората дестилация се добавят семена на анасон (направени предимно от грозде или други плодове). Представители на тази група са арабския арак, турската ракъ, не толкова популярното извън Гърция ципуро и българската анасонлийка. Другата група напитки са еднократно дестилирани като към чистия алкохол (с различен растителен произход) се добавя анетол, основното масло на анасона. Характерно е, че при тяхното производство отсъства процеса ферментация. В тази група са средиземноморските анасонови напитки (пастис, самбука), в които влиза и гръцкото узо. По отношение на анасоновия вкус и аромат, основната разлика между двете групи напитки е, че в първата освен анетола в напитката присъстват и останалите масла и аромати, които се съдържат в семената на анасона.
- На изток:

В семейството на източните анасонови напитки най-популярни са арак, характерен за арабските страни (Сирия, Ливан, Палестина, Ирак, Йордания и Египет); раки или ракъ, популярна в Турция и узо – в Гърция. Тези анасонови напитки обикновено се консумират разредени. Разреждането с вода прави безцветния алкохол млечно бял. Промяната на цвета се дължи на анетола, основното масло на анасона, който е разтворим в алкохол, но не и във вода. Прибавянето на вода предизвиква образуването на емулсия, чиито малки капчици разсейват светлината и правят течността непрозрачна. Арак и раки често се смесват също така с чай или плодов сок.
- На запад:

Семейството на западните анасонови напитки е изключително разнообразно – абсент, от района на френско-швейцарската граница, анис и ойен – популярни в Испания; пастис, популярен във Франция, самбука и анесон, популярни в Италия, анисет – практически в цяла Европа. Всички те, с изключение на абсента, са ликьори (т.е. имат добавена захар) и се консумират силно разредени и без храна като аперитив или диджестив.
- На юг:

В южното семейство на анасоновите напитки са узо и ципуро – две от гръцките национални напитки. Историята на узото се губи във вековете и може би има общо с производството на Tsipouro (вид ракия), правена от монасите на Атон. Производството на узо започва масово с гръцката независимост на остров Лесбос, който се смята за родното място на напитката, а днес е основен производител на узо. През 1932 г. за дестилацията на узо започват да се използват медни казани. В някои видове узо се добавят и звездовиден анасон, кориандър, карамфил, канела. Подправките са тайна, защото те придават характерния аромат и привкус на различните марки узо. При производството се използва мая за узо (μαγιά ούζου), която се смесва с 96˚ етилов алкохол. Може да се добави и захар и се разрежда с вода, за се получи около 40˚ напитка. В най-добрите видове узо маята се разрежда с вода, ако е необходимо се добавя захар, но не се добавя допълнително етилов алкохол.
При производството на узо няма процес на ферментация и повторна дестилация за разлика от ципурото. Ципурото е гроздов дестилат, който много прилича на ракията, характерен за регионите Тесалия, Епир, Македония и остров Крит. Ципурото обикновено е 45˚. Не всяко ципуро е с анасон. Ципуро с аромат на анасон (по-малко разпространеният вариант) се произвежда предимно в централна Македония, Халкидики и Тесалия.

## Дегустация
Консумацията на анасонлийка се е запазила непроменена през годините. В класическия ритуал, анасонлийката се пие разредена с ледена вода. Обикновено съотношението е 2:1 в полза на водата. Много е важно да се спази последователността: Първо водата, а после се добавя леда. Ако първо се сложи ледът, върху питието се образува коричка, тъй като ледът втвърдява маслото в напитката. Ароматът е силен, дори остър заради анасоновите семена. Вкусът се откроява с приятна свежест и лек сакъзен дъх, оставяйки леко драскащо усещане в устата. Въпреки високия си алкохолен градус, анасонлийката е с изключително мек вкус, който позволява консумацията ѝ неразредена.